# Anogmus planus
Anogmus planus är en stekelart som beskrevs av Boucek 1993. Anogmus planus ingår i släktet Anogmus och familjen puppglanssteklar. Inga underarter finns listade i Catalogue of Life.